# John Fitzgerald Torres
John Fitzgerald Torres (Bogotá, Colombia, 23 de noviembre de 1964) es un escritor colombiano cuya obra se ha centrado en la escritura y divulgación de la literatura infantil y juvenil. Sus libros han sido publicados en Colombia, Argentina, México, Ecuador, Centroamérica y Estados Unidos.

## Vida académica y profesional
En 2019, el escritor recibió el Premio Iberoamericano de Literatura Infantil y Juvenil Norma – OEI por su novela Lo que una vez hicieron los alienígenas. En 2013, fue ganador del  VI Premio de literatura Infantil y Juvenil El Barco de Vapor con su libro ¡Por favor, ¡no leas este libro! En el 2020, ganó el Concurso Nacional de Cuento Infantil Comfamiliar 2020 por el título El secreto del libro invisible.
Varios de sus títulos han sido incluidos en las selecciones de libros altamente recomendados por IBBY en Colombia, Venezuela y México. Y también han sido elegidos por el Ministerio de Educación de su país para integrar los planes nacionales de lectura.
Ha contribuido en trabajos de investigación sobre el estado de la literatura infantil y juvenil en su país. Efectuó la selección y recopilación de poemas para niños para la colección de poesía Un libro por centavos de la Universidad Externado de Colombia, (número 150 de dicha serie) en 2018 y que se titula Poesía colombiana para niños: Antología.
Ha sido docente en instituciones de educación superior en Colombia como la Pontificia Universidad Javeriana y la Universidad Nacional de Colombia. Fue director del Departamentos de Comunicación del Politécnico Grancolombiano y ha ofrecido seminarios y cursos de capacitación y de animación de lectura para educadores.
John Fitzgerald fue fundador y director por varios años del Festival Internacional de Poesía de Bogotá que se realiza desde 1992, y que anualmente reúne cientos de poetas de Hispanoamérica y otras latitudes.

### Formación académica
Cursó estudios de literatura y lingüística en la Universidad Distrital de Bogotá y es magíster en literatura de la Pontificia Universidad Javeriana. Es también ingeniero agrónomo de la Universidad Nacional de Colombia. Cuenta con formación adicional en docencia y pedagogía de instituciones de su país como la Fundación Alberto Merani y el Politécnico Grancolombiano.

### Otras actividades
Como conferencista y tallerista sobre temas de educación, literatura, lectura y escritura, ha participado en ferias del libro de su país como la Feria Internacional del Libro de Bogotá y en el exterior, como la Feria del Libro de Miami
Ha sido orientador de talleres de lectura y escritura para niños y adultos en la Casa de Poesía Silva de Bogotá. De manera permanente desarrolla talleres para docentes y encuentros con los lectores con el Banco de la República de Colombia y su Banrepcultural. De igual forma, ha dado talleres para Editorial Norma y Editorial SM.
En el panorama internacional, ha sido conferencista en instituciones como The College of Saint Rose y en la State University of New York at Albany en Estados Unidos. Ha hecho trabajo editorial para publicaciones de la Casa de Poesía Silva, la Editorial Magisterio, la Editorial Voluntad, la Editorial Politécnico Grancolombiano y el Departamento de Publicaciones de la Universidad Externado de Colombia. 

## Sobre sus obras literarias
Su obra abarca temas diversos: desde la búsqueda y la construcción de la identidad en la infancia y en la juventud, hasta los fenómenos migratorios contemporáneos y su efecto en la psiquis infantil, pasando por el análisis del proceso lector y el acercamiento lúdico al lenguaje.
Para el autor, el libro como formato único de lectura se ha desbordado. Propone una lectura que abarque todas las esferas de la vida e incluya todo tipo de textos. Un ejemplo es la novela El vértigo de los pájaros (2019), finalista del concurso Premio Norma 2019, donde se mezclan el lenguaje propio de la literatura, el cine y la música. 
En “Borrón y cuenta nueva”, cuento que hace parte del libro Animales en los tejados y otros cuentos (2017), el escritor acerca a los lectores y lectoras a esa idea de libro desbordado y plantea una reflexión al respecto.
En ¡Qué problema con mi nombre! (2019), hay una construcción narrativa alrededor del tema de la identidad. En Simón no quiere tomarse la sopa y otros relatos de la Independencia (2019), recrea la niñez de varios personajes históricos de Colombia: Simón Bolívar, Francisco de Paula Santander, Pedro Pascasio Martínez,  y Policarpa Salavarrieta. Este libro es producto de una revisión de documentos existentes sobre la infancia de estas figuras.
En la novela que recibió el Premio Iberoamericano Norma OEI de Literatura Infantil y Juvenil, Lo que una vez hicieron los alienígenas (2019), el escritor articula elementos de fantasía con la realidad actual. En este caso, se abordan los procesos de migración en el continente sudamericano.
En Por favor ¡no leas este libro! (2014) aborda la problemática de la lectura por imposición en el contexto escolar y sugiere alternativas para el disfrute del proceso lector desde la libertad y el derecho del individuo.
La diversidad de la obra de John Fitzgerald no reside solo en los temas que trata, sino también en los géneros que aborda: novelas, cuentos y fábulas policiales como El robo real que nunca fue (2017), historia para acercar a los pequeños al método de investigación. 
También ha escrito y publicado poesía. En 2020, publicó el poemario para niños La luna es un renacuajo y otros poemas para jugar, compuesto por las secciones "Diver-sario", "Monstruario", "Poema-ríos", y "Zzzzumbario". Tales juegos con el lenguaje son característicos de su obra.
En el año 2022, publicó La invención de Marcelino, una colección de relatos que mezclan ficción y hechos reales que cuentan escenas representativas en la historia de la Policía Nacional. Este libro, con motivo de la celebración del aniversario de esta institución, da cuenta de una historia que está ligada a muchos cambios sociales. 
En el mismo año, John Fitzgerald plantea el choque de la literatura con la difícil realidad de los habitantes de una de las zonas más ignoradas y mágicas de Colombia en Los renacientes (2022). A partir de la visita de un profesor entusiasta y aventurero, todo en torno a este lugar cambiará. 
En La esfera perfecta, libro publicado con Editorial Norma en 2022, el autor explora la idea de la construcción de un puente entre seres humanos. Una pelota de fútbol sirve como detonante para conectar los chicos de dos mundos que parecen irreconciliables a través de la unión, la amistad y la sensibilidad de los jóvenes. 
En 2024, con Susaeta Ediciones, publicó tres libros: Escalofríos en el estadio, en el que se amalgaman dos emociones de gran intensidad como el terror y la pasión por el fútbol en relatos aterradores en los que se entrecruzan lo vértices más tenebrosos de nuestra realidad, El árbol en bicicleta y otros cuentos para despertar, un conjunto de cuentos misteriosos, sorprendentes y maravillosos que llaman la atención sobre la ecología, la diversidad, la lectura, la alteridad y otros temas de nuestra cotidianidad para reflexionar (o despertar) e Historias con gatos y perros, un conjunto de relatos, en la línea de las bioficciones, que apuntan a resaltar la presencia de estos amigos tan entrañables a lo largo de nuestra Historia, escrita con H mayúscula. 

## Premios y distinciones
- Ganador del Premio Iberoamericano de Literatura Infantil y Juvenil Norma – OEI (2019)
- Ganador VI Premio de Literatura Infantil y Juvenil El Barco de Vapor, Biblioteca Luis Ángel Arango y Ediciones SM (2013) Ganador del Concurso Nacional de Cuento Infantil Comfamiliar Atlántico (2020)
- Beca Nacional de Creación Colcultura 1995 por el libro Cuentos Patrios
- Concurso Nacional de Cuento Ecológico Fundación Ecológica del Cauca (Popayán,1991)
- Concurso Internacional de Cuento Prensa Nueva (Ibagué,1990)
- Concurso Nacional Universitario de Poesía Icfes (Bogotá, 1988)
- Concurso Nacional de Ensayo Universidad Central (Bogotá,1980) Concurso Nacional de Autores Jóvenes Círculo de Lectores (Bogotá,1980)
- Concurso Latinoamericano de Cuento Andrés Bello (Santiago de Chile,1980)

## Obras publicadas
| Año  | Título                                                              | Datos editoriales                                        | Ilustradores            |
| ---- | ------------------------------------------------------------------- | -------------------------------------------------------- | ----------------------- |
| 2024 | El árbol en bicicleta y otros cuentos para despertar                | Susaeta Ediciones S.A                                    | Rocío Delgado           |
| 2024 | Historias con gatos y perros                                        | Susaeta Ediciones S.A                                    | Iván Pérez              |
| 2024 | Escalofríos en el estadio                                           | Susaeta Ediciones S.A                                    | Johann Pinto            |
| 2022 | La esfera perfecta                                                  | Editorial Norma, Colección Torre de Papel Amarilla       | Manuela Correa Upegui   |
| 2022 | Los renacientes                                                     | Edelvives Internacional, Colección Ala Delta Serie Verde | Carlos Manuel Díaz      |
| 2022 | La invención de Marcelino                                           | Editorial Norma, Ciencia Ficción                         |                         |
| 2020 | La luna es un renacuajo y otros poemas para jugar                   | Editorial Norma, Colección Torre de Papel Roja           | Paula Ortiz             |
| 2019 | Lo que una vez hicieron los alienígenas                             | Editorial Norma, Colección Torre de Papel Azul           | David Cleves Guarnizo   |
| 2019 | ¡Qué problema con mi nombre!                                        | Editorial Norma, Colección Torre de Papel Azul           | Eduardo Rico            |
| 2019 | El vértigo de los pájaros                                           | Editorial Norma,Colección Zona Libre                     |                         |
| 2019 | Simón no quiere tomarse la sopa y otros relatos de la Independencia | Editorial Norma, Libro Fuera de Serie                    | Gustavo Ortega          |
| 2017 | El robo real que nunca fue                                          | Editorial Norma, Colección Oso de Anteojos               | Paola Escobar           |
| 2017 | Animales en los tejados y otros cuentos                             | Editorial SM                                             | Olga Cuellar            |
| 2016 | El Club de los Somnolientos                                         | Editorial Norma,Colección Torre de Papel Amarilla        | David Cleves Guarnizo   |
| 2015 | Los espantos y los espantadores que llegaron de la selva            | Editorial Caza de Libros                                 | Francisco Fabián Torres |
| 2014 | ¡Por favor, no leas este libro!                                     | Editorial SM                                             | Portada de Power Paola  |
| 2010 | Poeta de Vecindario                                                 | Universidad Externado de Colombia                        | Francisco Fabián Torres |
| 2010 | Travesía del instante                                               | Editorial Caza de Libros                                 |                         |
| 2009 | Otros poemas                                                        | Editorial Politécnico Grancolombiano                     |                         |
| 2001 | Alguien creerá que esto es la poesía, Orsai                         | Editorial Entreletras                                    | .                       |
| 1998 | Palabras de más                                                     | Editorial Magisterio                                     | .                       |
| 1991 | En el centro de la hoguera                                          | Editorial Punto de Partida                               | .                       |
| 1987 | La camisa en llamas                                                 | Edición del autor                                        | .                       |

## Antologías
- Antología de la Poesía Colombiana, Bogotá, 1996.
- Postal de fin de siglo - Poesía colombiana actual, Kolibro Ed., 1995.
- Poesía Colombiana Contemporánea, Arché Editorial, Argentina, 1992.
- Tambor en la sombra - Poesía Colombiana del siglo XX, Editorial Verdehalago, México, 1996.
- Poemas al padre, Editorial Panamericana, 1997.
- Colombian Poetry, by Angela Ball, in Mississippi Review, Mississippi, US, 1996.
- Poesía Colombiana, Tierra Firme Editorial, Argentina, 1997.
- Antología de la Poesía Colombiana, Ministerio de Cultura, 1997.
- Poetas Bogotanos, Común Presencia Editores, Bogotá, 2012.
- Antología de Poesía Contemporánea, México y Colombia, Embajada de México, Bogotá, 2011.

## Contribuciones
- Compilador de Colombia, Poesía Contemporánea, Editorial Magisterio, 1998
- Antología de poesía latinoamericana, Poesía Viva, Corporación Artes y Letras, 3 vols., 1993-97.
- Compilador Poesía colombiana para niños, Antología, Universidad Externado de Colombia, 2018[12]
- Elegido en Libros altamente recomendados para leer y compartir por IBBY en Colombia, México y Venezuela, 2022.